# João Fumaça
João Luiz Silveira, mais conhecido como João Fumaça (São Bernardo do Campo, 11 de abril de 1977) é um ex-futebolista brasileiro que atuava como atacante.

## Carreira
Começou sua carreira no dente-de-leite Noroeste e ainda nas categorias de base passou pelo infantil e júnior do Guarani. Voltou ao Noroeste e se destacou onde, com apenas 19 anos, foi artilheiro da Série A-2 do Campeonato Paulista em 1996.
O bom rendimento lhe rendeu uma transferência para o Santos, de início, para as categorias de base. O time de Bauru tinha uma dívida com o técnico Norberto Lopes e como faltava dinheiro para quitar o débito, entregou o passe do jogador ao treinador, que o repassou ao Santos imediatamente. Disputou a Copa São Paulo de Juniores de 1997 e foi um dos destaques do Peixe na campanha, que rendeu o terceiro lugar e foi eleito o melhor jogador da competição. No mesmo dia em que foi eliminado da Copinha, João Fumaça embarcou ao Rio de Janeiro para acompanhar o elenco profissional.
Foi promovido ao profissional pelo técnico Vanderlei Luxemburgo e participou de dois jogos da campanha do título do Rio-São Paulo de 97. No Paulistão, em uma goleada por 5 a 2 diante da Inter de Limeira, João Fumaça fez seu primeiro gol com a camisa do Peixe. Na sequência, fez um hattrick na goleada por 4 a 1 diante do Araçatuba, na Vila Belmiro, no jogo em que saiu ovacionado pela torcida. Em 13 de abril, ao comemorar o seu gol na partida contra a Portuguesa Santista, desagradou o técnico Luxemburgo que não gostou nada da maneira irreverente como o jogador festejou o gol dançando a sua maneira um fado, dança típica de Portugal.
Com a chegada do atacante Müller, João começou a perder seu pouco espaço no clube. Foi colocado para atuar pelos aspirantes, alcançando o vice-campeonato paulista da categoria. Pouco tempo depois, em agosto, foi colocado à disposição e seguiu ao Remo, emprestado.
No ano seguinte, foi emprestado ao São José e em 1999 para o América-RN.
Em 2002, agora então só “Fumaça”, reapareceu com destaque ao conquistar o bicampeonato pernambucano com o Náutico, na época comandado por Muricy Ramalho, com direito a um gol importante na final diante do Santa Cruz.
Em 2003, quando atuava pelo Londrina pela Série B, foi suspenso por antidoping.
Em 2004, disputou o Paulistão pela Portuguesa Santista. No segundo semestre, disputou o Campeonato Brasileiro da Série B pelo CRB.
Passou por América-RN, Londrina, Anapolina, Necaxa e por times da Suíça e Guatemala, onde atuou até julho de 2008, quando retornou ao Brasil.
Jogou na Eslováquia, onde chegou a ser perseguido nas ruas por grupos de skinheads e precisou que o clube colocasse seguranças particulares para protegê-lo diariamente.
Em 2009, disputou a Série A-3 do Campeonato Paulista pelo XV de Jaú.
Seu último clube foi o Comercial-MS, em 2010.

## Títulos
Santos
- Torneio Rio-São Paulo: 1997
- Copa CONMEBOL: 1998

Náutico
- Campeonato Pernambucano: 2001, 2002

Individuais
- Melhor Jogador da Copa São Paulo de Futebol Júnior: 1997[6]